# Campeonato de Rugby das Américas de 2019
O Campeonato de Rugby das Américas de 2019 (em inglês: 2019 Americas Rugby Championship), também conhecido pela sigla ARC, foi a quarta edição desta competição em seu atual formato, sendo nomeado como Seis Nações das Américas, em referência ao torneio Seis Nações da Europa.
Suas partidas foram disputadas nos meses de fevereiro e março. As seis principais seleções de rugby das Américas participaram da competição, tal como ocorreu na edição do ano anterior.
A seleção dos Estados Unidos detinha a condição de bi-campeã seguidamente, mas a equipe da Argentina XV obteve o título desta competição com uma rodada de antecedência.

## Regulamento e participantes

### Fórmula de disputa
Assim como em sua edição anterior, este torneio foi disputado no formato todos contra todos, com turno único, no qual cada selecionado disputou cinco partidas.
Ao final das cinco rodadas, a equipe que somou mais pontos foi declarada campeã desta edição da competição.

### Seleções
Seguem-se as equipes que participaram desta edição do Campeonato de Rugby das Américas.
| Equipe         | Treinador               | Capitão(es)          | Sedes                   | Sedes      | Sedes               |
| Equipe         | Treinador               | Capitão(es)          | Estádio                 | Capacidade | Cidade              |
| -------------- | ----------------------- | -------------------- | ----------------------- | ---------- | ------------------- |
| Argentina XV   | Ignacio Fernández Lobbe | Lautaro Bávaro       | Neuquén Rugby Club      | 3 500      | Neuquén             |
| Argentina XV   | Ignacio Fernández Lobbe | Lautaro Bávaro       | Marabunta Rugby Club    | 3 500      | Cipolletti          |
| Argentina XV   | Ignacio Fernández Lobbe | Lautaro Bávaro       | Estádio José Amalfitani | 49 450     | Buenos Aires        |
| Brasil         | Rodolfo Ambrosio        | Felipe Sancery       | Estádio Jayme Cintra    | 13 905     | Jundiaí             |
| Brasil         | Rodolfo Ambrosio        | Felipe Sancery       | Estádio Martins Pereira | 15 317     | São José dos Campos |
| Canadá         | Kingsley Jones          | Lucas Rumball        | Westhills Stadium       | 1 718      | Langford            |
| Chile          | Pablo Lemoine           | Martín Sigren        | Estádio Santiago Bueras | 3 400      | Santiago            |
| Estados Unidos | Gary Gold               | Marcel Brache        | Dell Diamond            | 11 631     | Austin              |
| Estados Unidos | Gary Gold               | Marcel Brache        | Starfire Stadium        | 4 500      | Seattle             |
| Uruguai        | Esteban Meneses         | Juan Manuel Gaminara | Estádio Charrúa         | 14 000     | Montevidéu          |

## Jogos do Campeonato de Rugby das Américas de 2019
Seguem-se, abaixo, a tabela com as partidas deste evento.

### 1ª rodada
| 2 de fevereiro de 2019 |         |                |                                   |
| Chile                  | 8 - 71  | Estados Unidos | Estádio Santiago Bueras, Santiago |
|                        | Reporte |                | Estádio Santiago Bueras, Santiago |

| 2 de fevereiro de 2019 |         |        |                             |
| Argentina XV           | 54 - 3  | Brasil | Neuquén Rugby Club, Neuquén |
|                        | Reporte |        | Neuquén Rugby Club, Neuquén |

| 2 de fevereiro de 2019 |         |        |                             |
| Uruguai                | 20 - 17 | Canadá | Estádio Charrúa, Montevidéu |
|                        | Reporte |        | Estádio Charrúa, Montevidéu |

### 2ª rodada
| 8 de fevereiro de 2019 |         |       |                             |
| Uruguai                | 20 - 5  | Chile | Estádio Charrúa, Montevidéu |
|                        | Reporte |       | Estádio Charrúa, Montevidéu |

| 9 de fevereiro de 2019 |         |                |                                  |
| Argentina XV           | 45 - 14 | Estados Unidos | Marabunta Rugby Club, Cipolletti |
|                        | Reporte |                | Marabunta Rugby Club, Cipolletti |

| 9 de fevereiro de 2019 |         |        |                                              |
| Brasil                 | 18 - 10 | Canadá | Estádio Martins Pereira, São José dos Campos |
|                        | Reporte |        | Estádio Martins Pereira, São José dos Campos |

### 3ª rodada
| 22 de fevereiro de 2019 |         |       |                             |
| Canadá                  | 56 - 0  | Chile | Westhills Stadium, Langford |
|                         | Reporte |       | Westhills Stadium, Langford |

| 23 de fevereiro de 2019 |         |         |                                       |
| Argentina XV            | 35 - 10 | Uruguai | Estádio José Amalfitani, Buenos Aires |
|                         | Reporte |         | Estádio José Amalfitani, Buenos Aires |

| 23 de fevereiro de 2019 |         |        |                      |
| Estados Unidos          | 33 - 28 | Brasil | Dell Diamond, Austin |
|                         | Reporte |        | Dell Diamond, Austin |

### 4ª rodada
| 1 de março de 2019 |         |              |                             |
| Canadá             | 23 - 39 | Argentina XV | Westhills Stadium, Langford |
|                    | Reporte |              | Westhills Stadium, Langford |

| 2 de março de 2019 |         |       |                               |
| Brasil             | 15 - 10 | Chile | Estádio Jayme Cintra, Jundiaí |
|                    | Reporte |       | Estádio Jayme Cintra, Jundiaí |

| 2 de março de 2019 |         |         |                           |
| Estados Unidos     | 25 - 32 | Uruguai | Starfire Stadium, Seattle |
|                    | Reporte |         | Starfire Stadium, Seattle |

### 5ª rodada
| 8 de março de 2019 |         |        |                           |
| Estados Unidos     | 30 - 25 | Canadá | Starfire Stadium, Seattle |
|                    | Reporte |        | Starfire Stadium, Seattle |

| 9 de março de 2019 |         |              |                                   |
| Chile              | 10 - 85 | Argentina XV | Estádio Santiago Bueras, Santiago |
|                    | Reporte |              | Estádio Santiago Bueras, Santiago |

| 9 de março de 2019 |         |        |                             |
| Uruguai            | 42 - 20 | Brasil | Estádio Charrúa, Montevidéu |
|                    | Reporte |        | Estádio Charrúa, Montevidéu |

### Classificação final
Segue-se, abaixo, a classificação para esta competição.
| Col. | País           | Partidas | Partidas | Partidas | Partidas | Pontos  | Pontos | Pontos | Tries | Pontos bônus | Pontos bônus | Pontos Totais |
| Col. | País           | Jogos    | Vit.     | Emp.     | Der.     | A favor | Contra | Diff   | Tries | 4 tries      | D7           | Pontos Totais |
| ---- | -------------- | -------- | -------- | -------- | -------- | ------- | ------ | ------ | ----- | ------------ | ------------ | ------------- |
| 1º   | Argentina XV   | 5        | 5        | 0        | 0        | 258     | 60     | +198   | 38    | 5            | 0            | 25            |
| 2º   | Uruguai        | 5        | 4        | 0        | 1        | 124     | 102    | +24    | 16    | 2            | 0            | 18            |
| 3º   | Estados Unidos | 5        | 3        | 0        | 2        | 173     | 138    | +35    | 28    | 4            | 1            | 17            |
| 4º   | Brasil         | 5        | 2        | 0        | 3        | 84      | 149    | -65    | 6     | 0            | 1            | 9             |
| 5º   | Canadá         | 5        | 1        | 0        | 4        | 131     | 107    | +24    | 17    | 1            | 2            | 7             |
| 6º   | Chile          | 5        | 0        | 0        | 5        | 33      | 247    | -214   | 4     | 0            | 1            | 1             |

- Critérios de pontuação: vitória = 4; empate = 2; quatro ou mais tries convertidos (bonificação por partida) = 1; derrota por diferença igual ou menor a sete pontos (bonificação por partida) = 1.